# Isabelle Boéri-Bégard
Isabelle Boéri-Bégard (* 7. Juli 1960 in Paris) ist eine ehemalige französische Florettfechterin.

## Erfolge
Isabelle Boéri-Bégard gehörte zur französischen Mannschaft bei den Olympischen Spielen 1980 in Moskau. Mit dieser erreichte sie in der Mannschaftskonkurrenz ungeschlagen das Finale um die Goldmedaille, in dem sich die französische Equipe gegen die Sowjetunion mit 9:6 durchsetzte. Gemeinsam mit Véronique Brouquier, Brigitte Latrille-Gaudin, Christine Muzio und Pascale Trinquet wurde sie somit Olympiasiegerin.